# 王志道
王志道（1574年—1646年），字而宏，號東里，福建漳浦县人。明末政治人物。

## 生平
萬曆三十四年（1606年）丙午科舉人，萬曆四十一年（1613年），中癸丑科进士，除丹阳知县。天启元年（1621年），擢任礼科给事中，天啟二年九月升兵科右给事中，因议“三案”被高攀龙所驳，疏请终养归。其后附魏忠贤，以病请告，天啓五年召擢太常寺少卿，以外艰不至。服阕，升通政使司右通政，寻转左通政，皆不赴，凡三晋秩，俱未尝一履任。志道虽为忠贤所引，然不屑附麗，故后穷治党与，訾议不及。崇祯元年，以原任左通政召用，送赴闕，中途闻朝议未定，有谓升职既不赴，宜以原左给事中用；有谓既有升职，自宜以通政起用，遂移疾，值京察，自陈升职未赴不职求罢，有旨准出缺在籍调理。明年夏，召为大理右少卿，再迁左副都御史，修撰陈于泰疏陈时弊，宣府监视中官王坤力诋之，侵及首辅周延儒，志道上言弹劾，帝怒责回奏，志道反覆奏辨，帝益怒，御文华殿召对廷诘，辅臣周延儒亦为引咎申解，乃命志道退，竟削籍归。志道自癸亥乞终养，至是凡九载家居，在朝仅两载耳。出辄多所建白，而国运既蹙，桑榆垂迫矣。南都时，起户部右侍郎，明年改吏部，唐王立，仍故官，进左侍郎，再疏辞老病致仕归。丙戌四月卒于家，年七十三。

## 家族
曾祖王宾。祖父王会，字延亨，由选贡授太湖教谕。嘉靖甲午中应天乡试，复任太湖，同修南畿志，升国子监学录。冬至颁历，内廷士譁，大司成以下俱夺俸，会馆中士独无譁，以师范推知道州，迁曲靖府同知，摄府事，以亲老乞休，林居二十载，屏迹公门，著述自娱。
兄王志远，字而近，万历己丑进士，官四川布政使；王志逵，字而升，万历庚子举人，嵊县知县。